# Cambridge Analytica
Cambridge Analytica LLC (CA) byla britskou poradenskou společností, dceřinou společností kontroverzní výzkumné organizace SCL Group (Strategic Communication Laboratories Group), která při své práci kombinovala data mining, datové makléřství a datovou analýzu se strategickou komunikací ve volebním procesu. Společnost Cambridge Analytica vznikla v roce 2013 a od počátku svého vzniku byla zaměřena na volby v USA. Do společnosti na jejím počátku investoval 15 mil USD Robert Mercer. Autorem názvu společnosti má být Steve Bannon, poradce prezidenta Trumpa a zakládající člen Breitbart News  Svou činnost ukončila firma v roce 2018 po skandálu kolem nakládání s údaji uživatelů Facebooku podáním návrhu Konkurznímu soudu v New Yorku na likvidací svých aktivit v USA Ve spojitosti s touto firmou se hovořilo o ovlivňování voličů a dezinformačních kampaní a o manipulaci voleb.
V souvislosti s CA je třeba také zmínit společnost Emerdata Ltd.,(?Emiratedata?) která byla založena již v roce 2017.

## Zajímavosti
Vincent Tchenguiz, britský podnikatel íránského původu a nemovitostní magnát, který byl do roku 2015 největším akcionářem společnosti SCL, která byla mateřskou společností skandálem zasažené firmy Cambridge Analytica, hrál také prominentní roli při založení kontroverzní izraelské soukromé špionážní agentury Black Cube, kterou dotoval finančními dary. Black Cube oficiálně odmítá jakékoliv spojení s CA případně s dalšími jejími pobočkami. 
Cílili jsme se na ty, o jejichž názorech jsme si mysleli, že je můžeme změnit, a to tak dlouho, dokud neviděli svět tak, jak jsme si přáli. Brittany Kaiser, CA

## Činnost
Stopy činnosti CA respektive SCL Group, resp. Emerdata Ltd.
1994 – volby v Již. Africe 
2015 – volby v Nigérii 
2015 – spolupráce s Tedem Cruzem, republikánským kandidátem na prezidenta v r. 2016
2016 – referendum o Brexitu, prezidentská kampaň D. Trumpa  Vyšetřovací komise v roce 2020 uvedla, že CA se krom raných fází referenda kampaně neúčastnila.
2017 i 2013 – volby v Keni 
2017- údajná účast na: SAE mediální kampaň proti Kataru BoycottQatar, jeden z ředitelů Emerdata má mít kontakty na SAE a Emerdata Ltd. trochu jako ?Emiratedata? 
2018 – probíhá šetření o činnosti CA na území Indie , v Indii měla svou činnost vykonávat SCL v 6 státech Indie v období od r. 2003 a 2012, včetně národnich voleb v roce 2009 
Společnost údajně měla působit na území České republiky, kde měla spolupracovat s ruskou společností Lukoil Společnost také podle bývalých zaměstnanců plánovala vytvořit svoji vlastní kryptoměnu, přes kterou hodlala pomocí takzvaného ICO (Initial coin offering) vybrat 30 milionů dolarů. Ty měly být využity na vytvoření systému, přes který by bylo možné obchodovat s osobními daty. V některých zemích je činnost společnosti v těchto prezidentských kampaních stále terčem vyšetřování, s ohledem na kontroverzní podnikatelské praktiky, které Cambridge Analytica používá. Posledním skandálem bylo ukořistění osobních údajů 50-87 miliónů uživatelů sítě Facebook z důvodu politického účelu.